# NGC 5959
NGC 5959 је елиптична галаксија у сазвежђу Вага која се налази на NGC листи објеката дубоког неба.
Деклинација објекта је - 16° 35' 46" а ректасцензија 15h 37m 22,3s. Привидна величина (магнитуда) објекта NGC 5959 износи 13,6 а фотографска магнитуда 14,6. NGC 5959 је још познат и под ознакама MCG -3-40-2, NPM1G -16.0490, PGC 55625.